# Bulhary (Břeclavi járás)
Bulhary település Csehországban, Břeclavi járásban. Bulhary Lednice, Přítluky, Zaječí, Mikulov, Sedlec és Milovice településekkel határos. Lakosainak száma 716 fő (2024. január 1.).

## Népesség
A település lakosságának változását az alábbi diagram mutatja:
| Lakosok száma | 906  | 1008 | 1124 | 708  | 832  | 813  | 781  | 754  | 714  | 716  |
|               | 1869 | 1890 | 1921 | 1950 | 1980 | 2001 | 2017 | 2019 | 2022 | 2024 |